# Засавље
Засавље (словен. Zasavje) је брдско-планинска област у средишњој Словенији. Област је добила и име реци Сави, која је средишњи елемент ове области. Највеће насеље и средиште области је град Трбовље.
Засавље нема изразите границе и најлакше се може описати као област посавских брда и планина која се пружају између Љубљанске и Долењске котлине.